# Charlie Martin
Pour les articles homonymes, voir Charles Martin et Martin.
Pas d'image ? Cliquez ici
Charles Edward Capel Martin (DSC) dit Charlie Martin, né le 21 avril 1913 à Abergavenny et décédé le 19 février 1998 à Chelsea était un pilote automobile britannique.

## Biographie
Né à Abergavenny en 1913 Charlie Martin commence à participer à des courses automobiles en 1932, sur la plage de Southport avec une MG avant de commencer à concourir sur circuit. En 1935, il pilote une Bugatti Type 59 dont il se sépare la saison suivante pour une Alfa Romeo P3 (pour disputer les Grands Prix) et une ERA (pour les courses de voiturettes) avec laquelle il remporte le Nuffield Trophy disputé au handicap. Avec cette même voiture, il remporte en 1937 l'Avusrennen des voiturettes.

### Résultats aux 24 Heures du Mans
| Année | Équipe     | no | Voiture             | Moteur                  | Catégorie      | Équipier            | Tours     | Distance     | Résultat              |
| ----- | ---------- | -- | ------------------- | ----------------------- | -------------- | ------------------- | --------- | ------------ | --------------------- |
| 1934  | Roy Eccles | 34 | MG Magnette K3      | MG 1,1 l compresseur L4 | G (0,75–1,1 l) | Roy Eccles          | 197 tours | 2 665,03 km  | 4e victoire de classe |
| 1935  | Roy Eccles | 29 | Aston Martin Ulster | MG 1,5 l L4             | F (1,1–1,5 l)  | Charles Brackenbury | 215 tours | 2 905,576 km | 3e victoire de classe |